# Ronde van Drenthe 2021
De 58e editie (voor mannen) van de wielerwedstrijd Ronde van Drenthe werd gehouden op 24 oktober 2021. De wedstrijd ging van start in Assen en finishte na 199 kilometer in Hoogeveen. De wedstrijd maakte deel uit van de UCI Europe Tour 2021, in de categorie 1.1. Titelhouder was Pim Ligthart. Hij werd opgevolgd door de Belg Rune Herregodts.
De editie van 2020 stond gepland in het weekend van 13, 14 en 15 maart, maar werd op 12 maart afgelast (een dag voor de Drentse 8 van Westerveld) vanwege de uitbraak van de coronapandemie. De organisatie vroeg voor het seizoen van 2021 een plek in oktober en zo werd de vrouwenwedstrijd de afsluitende koers van de UCI Women's World Tour 2021.

## Mannen

### Uitslag
| Plaats  | Naam              | Ploeg                              | Tijd     |
| ------- | ----------------- | ---------------------------------- | -------- |
| Winnaar | Rune Herregodts   | Sport Vlaanderen-Baloise           | 4u22'07" |
| 2       | Andrea Pasqualon  | Intermarché-Wanty-Gobert Matériaux | + 13"    |
| 3       | Dylan Groenewegen | Jumbo-Visma                        | z.t.     |
| 4       | Coen Vermeltfoort | VolkerWessels Cyclingteam          | z.t.     |
| 5       | Arne Marit        | Sport Vlaanderen-Baloise           | z.t.     |
| 6       | Timo de Jong      | VolkerWessels Cyclingteam          | z.t.     |
| 7       | Thimo Willems     | Sport Vlaanderen-Baloise           | z.t.     |
| 8       | Nils Eekhoff      | Team DSM                           | z.t.     |
| 9       | Jon Knolle        | Team SKS Sauerland                 | z.t.     |
| 10      | Victor Broex      | Metec-Solarwatt p/b Mantel         | z.t.     |

## Vrouwen
De wedstrijd voor vrouwen was aan de 22e editie toe. Net als de jaren ervoor, maakte de Ronde van Drenthe ook in 2021 deel uit van de Women's World Tour, deze keer als afsluitende wedstrijd. De wedstrijd ging van start in Assen en finishte na 159 kilometer in Hoogeveen. Titelverdedigster was de Italiaanse Marta Bastianelli. Zij werd opgevolgd door Lorena Wiebes. Na de laatste beklimming van de VAM-berg ontstond een kopgroep van zeven waarvan vier rensters van DSM. Wiebes maakte in de sprint het werk van haar ploegmaten af.
De Drentse Janneke Ensing hing na deze wedstrijd haar fiets aan de wilgen. Zij won door een lange aanval het keienklassement.

### Deelnemende ploegen
Aanvankelijk stonden alle negen World-Tourploegen op de startlijst, aangevuld met negen continentale ploegen, waaronder vier Nederlandse en een Belgische ploeg. Echter FDJ Nouvelle-Aquitaine Futuroscope, Bingoal Casino-Chevalmeire en Movistar moesten verstek laten gaan vanwege te veel geblesseerden, onder wie World-Tourleidster Annemiek van Vleuten die drie weken eerder in Parijs-Roubaix zwaar ten val kwam. Ook veel andere ploegen kampten met geblesseerden, waardoor slechts vier ploegen met het maximale aantal van zes rensters van start gingen en vier ploegen gingen zelfs met het minimum van vier rensters van start. Britt Knaven was de enige Belgische deelneemster, zij werd 36e.
| World-Tourploegen                  | Continentale ploegen            |
| ---------------------------------- | ------------------------------- |
| Alé BTC Ljubljana                  | Andy Schleck-CP NVST-Immo Losch |
| BikeExchange                       | Bingoal Casino-Chevalmeire      |
| Canyon-SRAM                        | Bizkaia-Durango                 |
| DSM                                | Grant Thornton Krush Tunap      |
| FDJ Nouvelle-Aquitaine Futuroscope | Jumbo-Visma                     |
| Liv Racing                         | NXTG Racing                     |
| Movistar                           | Parkhotel Valkenburg            |
| SD Worx                            | Team Tibco                      |
| Trek-Segafredo                     | Valcar-Travel & Service         |

### Uitslag
| Plaats  | Naam                | Ploeg                   | Tijd     |
| ------- | ------------------- | ----------------------- | -------- |
| Winnaar | Lorena Wiebes       | DSM                     | 4u07'34" |
| 2       | Elena Cecchini      | SD Worx                 | z.t.     |
| 3       | Eleonora Gasparrini | Valcar-Travel & Service | z.t.     |
| 4       | Elise Chabbey       | Canyon-SRAM             | z.t.     |
| 5       | Floortje Mackaij    | DSM                     | z.t.     |
| 6       | Pfeiffer Georgi     | DSM                     | z.t.     |
| 7       | Franziska Koch      | DSM                     | + 6"     |
| 8       | Susanne Andersen    | DSM                     | + 1'15"  |
| 9       | Chiara Consonni     | Valcar-Travel & Service | z.t.     |
| 10      | Nina Kessler        | Team Tibco              | z.t.     |
| 11      | Alison Jackson      | Liv Racing              | z.t.     |
| 12      | Amber van der Hulst | Parkhotel Valkenburg    | z.t.     |
| 13      | Sarah Roy           | BikeExchange            | z.t.     |
| 14      | Charlotte Kool      | NXTG Racing             | z.t.     |
| 15      | Romy Kasper         | Jumbo-Visma             | z.t.     |
| 16      | Mischa Bredewold    | Parkhotel Valkenburg    | z.t.     |
| 17      | Audrey Cordon-Ragot | Trek-Segafredo          | z.t.     |
| 18      | Ella Harris         | Canyon-SRAM             | z.t.     |
| 19      | Lonneke Uneken      | SD Worx                 | + 1'21"  |
| 20      | Alice Barnes        | Canyon-SRAM             | z.t.     |
|         |                     |                         |          |
| 36      | Britt Knaven        | NXTG Racing             | + 7'42"  |

1960 · 1961 · 1962 · 1963 · 1964 · 1965 · 1966 · 1967 · 1968 · 1969 · 1970 · 1971 · 1972 · 1973 · 1974 · 1975 · 1976 · 1977 · 1978 · 1979 · 1980 · 1981 · 1982 · 1983 · 1984 · 1985 · 1986 · 1987 · 1988 · 1989 · 1990 · 1991 · 1992 · 1993 · 1994 · 1995 · 1996 · 1997 · 1998 · 1999 · 2000 · 2001 · 2002 · 2003 · 2004 · 2005 · 2006 · 2007 · 2008 · 2009 · 2010 · 2011 · 2012 · 2013 · 2014 · 2015 · 2016 · 2017 · 2018 · 2019 · 2020 · 2021 · 2022 · 2023 · 2024 · 2025
Strade Bianche ·
Trofeo Alfredo Binda-Comune di Cittiglio ·
Driedaagse Brugge-De Panne ·
Gent-Wevelgem ·
Ronde van Vlaanderen ·
Amstel Gold Race ·
Waalse Pijl ·
Luik-Bastenaken-Luik ·
Ronde van Burgos ·
La Course by Le Tour de France ·
Clásica San Sebastián ·
Ronde van Noorwegen ·
Simac Ladies Tour ·
GP de Plouay-Bretagne ·
Ceratizit Challenge by La Vuelta ·
Parijs-Roubaix ·
The Women's Tour ·
Ronde van Drenthe
Afgelaste wedstrijden: Cadel Evans Great Ocean Road Race · RideLondon Classic · Postnord Vårgårda WestSweden · Ronde van Chongming · Ronde van Guangxi